# ローデシア紛争
ローデシア紛争（ローデシアふんそう）は、1965年から1979年にかけて南部アフリカのローデシア（現ジンバブエ共和国）で戦われた紛争である。

## 概要
戦争前のローデシアはイアン・スミス（ローデシア戦線）が南ローデシア植民地政府首相を務める白人優位の地域で有色人種の独立運動は弾圧されていた。宗主国英国は相次ぐアフリカ諸国独立で植民地時代の終焉を悟り、黒人の参政権を保証する形でのローデシア独立を求めた。しかし白人政権はこれを拒否し、1965年11月11日に英国からの一方的独立宣言を行い英国総督を追放した。以降、ローデシア政府軍と中ソの支援を受けたアフリカ人抵抗勢力のゲリラ闘争が本格的となり、近隣諸国を巻き込んだローデシア紛争に発展する。ローデシア紛争は、1979年12月29日の戦闘終結まで継続した。

## 陣営
政府側
- ローデシア政府軍

反政府勢力側
- ジンバブエ・アフリカ人民同盟（英語版） (ZAPU)  - ソ連が支援する勢力
- ジンバブエ・アフリカ民族同盟（英語版） (ZANU)  - 中国が支援する勢力
- モザンビーク解放戦線 (FRELIMO) - ローデシアに隣接するポルトガル領東アフリカで独立戦争を戦っていた勢力
- アフリカ民族会議 (ANC) - 南アフリカ共和国で反アパルトヘイト闘争を展開していた勢力。党の軍事部門であるウムコントゥ・ウェ・シズウェ（民族の槍）のメンバーをローデシアに潜入させていた。

また、ローデシアと同じくアパルトヘイト政策を推進していた南アフリカ共和国とアフリカ植民地の独立運動を抑えたいエスタド・ノヴォ体制下のポルトガルが政府側を、ザンビアやタンザニア、リビア、エチオピアなどブラックアフリカ諸国が反政府勢力側を支援したほか、北朝鮮軍が平壌近郊の基地でZANUの兵士に爆発物など兵器の使用訓練を施していた。1979年6月にはキューバとモザンビークがZAPUおよびZANUに対して直接的な軍事支援を申し入れたが双方ともこれを辞退している。